# 圣体圣殿 (布宜诺斯艾利斯)

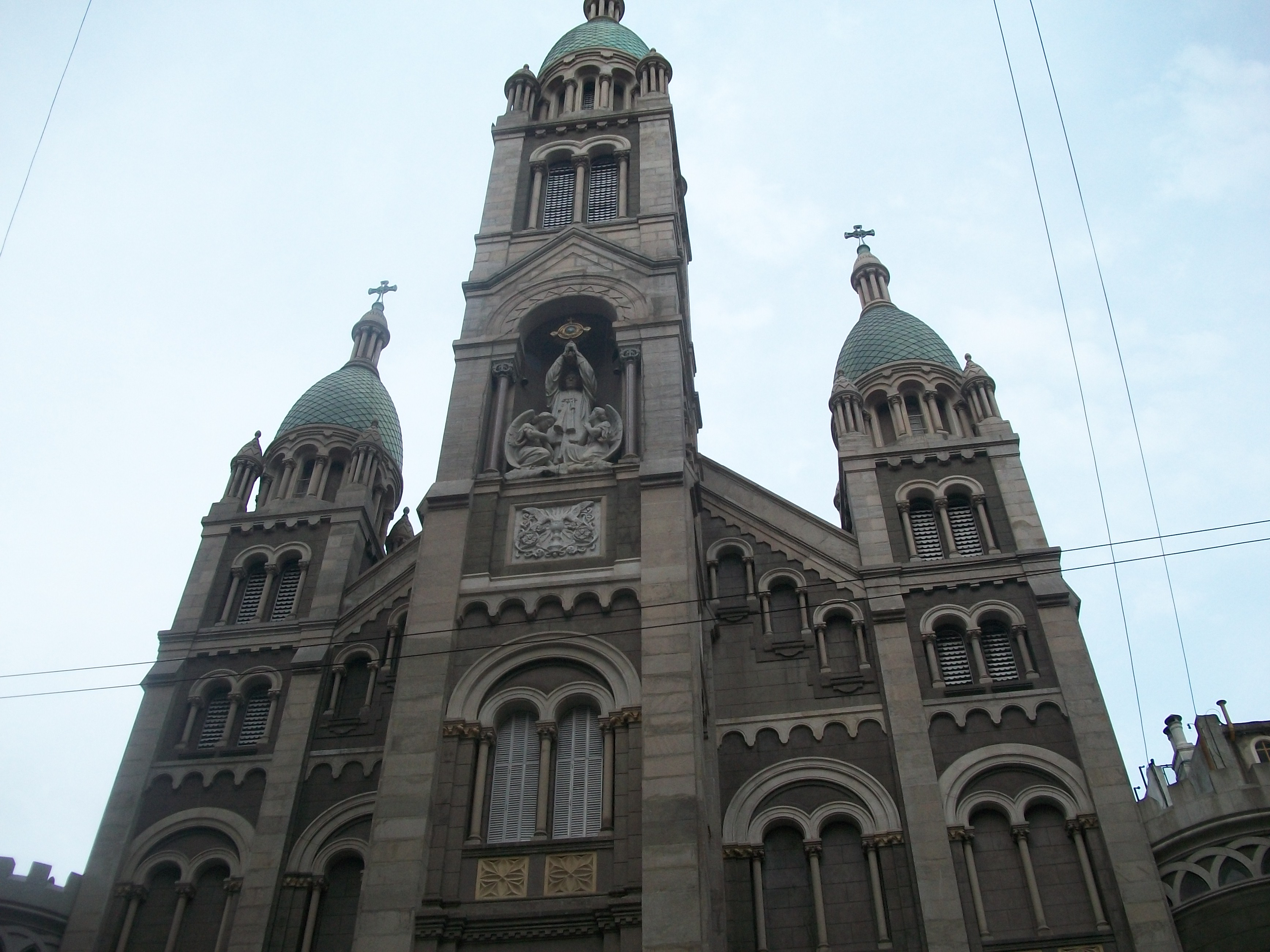
立面

圣体圣殿（西班牙语：Basílica del Santísimo Sacramento）位于阿根廷布宜诺斯艾利斯雷蒂罗区圣马丁街1039号。
圣体圣殿的建造历时8年，于1916年祝圣。其外观为折衷主义风格，模仿法国昂古莱姆主教座堂。它有五个塔，三个在前立面，两个在后殿。内部有三个走道，哥德復興式风格，有威尼斯马赛克、花窗玻璃，维罗纳红色大理石和卡拉拉白色大理石。